# Cullen
Cullen é um género botânico de legume (pertencente à família Fabaceae), nativo das regiões tropicais, subtropicais e áridas da África, Ásia e Austrália. Apesar de uma de suas espécies ser denominada Cullen americanum, ela não é nativa da América..

## Espécies
- Cullen americanum
- Cullen biflora
- Cullen corylifolium
- Cullen drupaceum
- Cullen holubii
- Cullen jaubertianum
- Cullen plicatum
- Cullen tomentosum